# Hyphantrophaga autographae
Hyphantrophaga autographae är en tvåvingeart som först beskrevs av Sellers 1943.  Hyphantrophaga autographae ingår i släktet Hyphantrophaga och familjen parasitflugor.
Artens utbredningsområde är Kuba. Inga underarter finns listade i Catalogue of Life.